# Binford
Binford – miasto w Stanach Zjednoczonych, w stanie Dakota Północna, w hrabstwie Griggs.